# Жимел ле Каскад
Жимел ле Каскад (фр. Gimel-les-Cascades) насеље је и општина у централној Француској у региону Лимузен, у департману Корез која припада префектури Тил.
По подацима из 2011. године у општини је живело 733 становника, а густина насељености је износила 35,14 становника/km². Општина се простире на површини од 20,86 km². Налази се на средњој надморској висини од 460 метара (максималној 606 m, а минималној 220 m).

## Демографија
| 1962. | 1968. | 1975. | 1982. | 1990. | 1999. | 2011. |
| ----- | ----- | ----- | ----- | ----- | ----- | ----- |
| 515   | 558   | 494   | 553   | 655   | 630   | 733   |

График промене броја становника у току последњих година